# Seaborn Jones
Seaborn Jones (* 1. Februar 1788 in Augusta, Georgia; † 18. März 1864 in Columbus, Georgia) war ein US-amerikanischer Politiker. Zwischen 1833 und 1847 vertrat er zwei Mal den Bundesstaat Georgia im US-Repräsentantenhaus.

## Werdegang
Seaborn Jones besuchte zunächst das Princeton College. Nach einem anschließenden Jurastudium und seiner im Jahr 1808 erfolgten Zulassung als Rechtsanwalt begann er in Milledgeville in seinem neuen Beruf zu arbeiten. Im Jahr 1817 wurde er im Ocmulgee-Bezirk Staatsanwalt. 1823 wurde er Oberstaatsanwalt (Solicitor General) des Staates Georgia. In den 1820er Jahren war er einer der Unterhändler, die Unruhen im Gebiet der Creek-Indianer zu schlichten versuchten. Im Jahr 1827 zog Jones nach Columbus.
Politisch schloss er sich dem späteren Präsidenten Andrew Jackson an und wurde Mitglied in der von diesem 1828 gegründeten Demokratischen Partei. Bei den staatsweit abgehaltenen Kongresswahlen des Jahres 1832 wurde Jones für das neugeschaffene neunte Abgeordnetenmandat von Georgia in das US-Repräsentantenhaus in Washington, D.C. gewählt, wo er am 4. März 1833 seinen Sitz einnahm. Bis zum 3. März 1835 konnte er zunächst nur eine Legislaturperiode im  Kongress absolvieren. Diese war von den Diskussionen um die Politik von Präsident Jackson bestimmt. In jenen Jahren ging es vor allem um die Bankenpolitik des Präsidenten.
Bei den Kongresswahlen des Jahres 1844 wurde Jones im zweiten Wahlbezirk von Georgia erneut in das US-Repräsentantenhaus gewählt, wo er am 4. März 1845 die Nachfolge von William Henry Stiles antrat. Bis zum 3. März 1847 konnte er eine weitere Legislaturperiode im Kongress verbringen, die von den Ereignissen des Mexikanisch-Amerikanischen Krieges geprägt war. Nach seinem endgültigen Ausscheiden aus dem Kongress zog sich Seaborn Jones aus der Politik zurück. Er starb am 18. März 1864 in Columbus.